# David Leakey
David Leakey (Londra, 18 maggio 1952) è un generale britannico.

## Biografia
Educato alla Sherborne School, David Leakey è imparentato con Joshua Leakey che ricevette la Victoria Cross. Frequentò in seguito il Royal Military College Sandhurst, divenendo ufficiale nel Royal Tank Regiment come sottotenente il 27 febbraio 1971. Dal 4 settembre 1971 al 1º luglio 1974 fu cadetto universitario e lettore di legge al Fitzwilliam College dell'Università di Cambridge. Venne confermato nella sua posizione il 1º luglio 1974, venendo contestualmente promosso tenente, e quindi capitano dal 1º agosto 1977. Prestò servizio nel Regno Unito, nell'Irlanda del Nord, in Germania, in Bosnia ed in Canada, ove acquisì particolari abilità nella gestione dei carrarmati.
Frequentò quindi lo Staff College, Camberley e venne promosso maggiore il 30 settembre 1984. Venne nominatoCapo dello Staff del 7th Armoured Brigade (Germania), Assistente Militare del Chief of the Defence Staff e quindi Ufficiale Comandante del 2nd Royal Tank Regiment.
Promosso colonnello il 31 dicembre 1993, venne posto al Ministero della difesa del Regno Unito come incaricato per le operazioni militari, divenendo responsabile della pianificazione per l'Europa occidentale ed orientale. All'inizio del 1995 frequentò l'Higher Command and Staff Course. Sul finire di quello stesso anno, fu rappresentante del Regno Unito ai negoziati di pace che portarono alla fine della Guerra bosniaca con gli Stati Uniti. Il successo dei negoziati portò alla firma dell'Accordo Dayton ed alla fine di una guerra che perdurava da oltre sei mesi.
Promosso brigadiere generale il 31 dicembre 1995, venne nominato comandante della 20th Armoured Brigade in Germania nel 1996. Con la sua brigata, venne posto in Yugoslavia dal 21 dicembre 1996 al 20 giugno 1997. Fece ritorno al Ministero della Difesa come Direttore delle Operazioni Militari dal luglio del 1997 al dicembre del 1999.
Nel 2000, frequentò il Royal College of Defence Studies. Divenne Capo dello Staff nei quartier generali nell'Irlanda del Nord dal febbraio al dicembre del 2001. Promosso maggiore generale il 15 dicembre 2001, da quella data sino all'ottobre del 2004, fu Direttore Generale del Reclutamento ed Allenamento dell'Esercito. Il 6 ottobre 2004, venne nominato Comandante dell'European Union Force Althea, la forza pacificatrice dell'Unione Europea che rimpiazzò lo SFOR guidato dalla NATO in Bosnia-Hercegovina. Venne promosso tenente generale il 28 febbraio 2007. Dal 1º marzo 2007 sino al 2010, fu Direttore Generale dell'European Union Military Staff a Bruxelles.
Si ritirò dal servizio militare attivo il 22 settembre 2010.
Il 21 dicembre 2010 viene nominato Gentleman Usher of the Black Rod nella Camera dei Lords, incarico che ha mantenuto sino al 13 febbraio 2018.
Leakey è direttore della National Children's Orchestra, e lui stesso si dedica a livello amatoriale al pianoforte ed al canto. È sposato con due figli. Sportivo, gioca a tennis e golf.